# Igor Jeżow
Igor Matwiejewicz Jeżow (ros. Игорь Матвеевич Ежов, ur. 13 września 1921 w Symbirsku (obecnie Uljanowsk), zm. 22 kwietnia 1980 w Moskwie) – radziecki dyplomata.
Członek WKP(b), 1944 ukończył Moskiewski Uniwersytet Państwowy, od 1945 pracownik Ludowego Komisariatu/Ministerstwa Spraw Zagranicznych ZSRR, 1959-1961 radca Ambasady ZSRR we Francji. Od 1961 do stycznia 1963 zastępca kierownika Wydziału Prasy MSZ ZSRR, od 28 stycznia 1963 do 21 marca 1967 ambasador nadzwyczajny i pełnomocny ZSRR w Luksemburgu, od 1 marca 1973 do 12 marca 1976 ambasador nadzwyczajny i pełnomocny ZSRR w Grecji, 1977-1980 generalny sekretarz MSZ ZSRR.